# 科納科沃
56°42′N 36°46′E / 56.700°N 36.767°E
科納科沃（俄语：Конако́во）是俄羅斯特維爾州東南部科納科沃區的一個城市，位於伏爾加河（伊萬科沃水庫）畔，距特維爾82公里。2002年人口42,335人。
1806年建立，1937年建市。